# 灵山高速公路
灵丘至山阴高速公路，简称“灵山高速”。是中华人民共和国国家高速公路“7918网”第四横荣乌高速公路的重要组成部分，也是山西省“三纵十二横十二环”高速公路规划的第二横和第三横。位于大同市和朔州市境内，起于晋冀交界灵丘县驿马岭隧道，途经灵丘县、浑源县、应县、山阴县，终点设枢纽立交接大运高速公路，双向四车道，速度100公里/小时，路基宽度26米，路线全长153.877公里，批准概算87.99亿元人民币。项目由大同高速公路建设管理处负责建设，于2009年6月10日开工，浑源至山阴段、灵丘至浑源段分别于2010年12月31日、2012年3月13日通车试运营，2015年7月省界河北段通车，至此全线贯通。工程获得中华人民共和国交通运输部2016年度“国家优质工程科技进步奖”、中华人民共和国水利部2017年度“生态文明工程”。2018年5月11日通过中华人民共和国交通运输部组织的竣工验收。全线共设特大桥和大桥49座，隧道9座，互通立交7座，分离式立交31座，通道155道，服务区4处，互通收费站4处。

## 抢风岭隧道
是全线重点控制性工程、最长隧道，位于山西省大同市浑源县境内，左洞全长5480米，右洞全长5495米，总投资4.52亿元人民币。中铁十五局集团五公司承建左洞进口段、右洞出口段施工任务，于2009年5月开工。中交一公局三公司承建灵丘端左线2695米、右线2710米，于2009年6月26日正式开工。右线于2011年4月8日全线贯通，左线于2011年5月28日全线贯通。曾荣获中国公路勘察设计协会“优秀设计奖”、“中国铁建杯”优质工程奖、2014-2015年度“国家优质工程奖”银质奖。

## 恒山隧道
位于山西省大同市浑源县大磁窑镇，左线全长5160米，右线全长5170米，设计为双向四车道分离式隧道，属特长隧道。由中铁十五局集团、中铁十七局集团公司五公司承建。于2011年8月26日双线全面贯通。曾荣获2016-2017年度“国家优质工程奖”。于2009年6月12日开工建设，2012年1月3日通过山西省交通运输厅交工验收。

## 沿线设施列表
| 地区                                                                                         | 里程     | 类型                              | 名称         | 连接                | 说明 |
| -------------------------------------------------------------------------------------------- | -------- | --------------------------------- | ------------ | ------------------- | ---- |
| 冀晋界                                                                                       | 1007     | 隧道                              | 驿马岭隧道   | 荣乌高速            |      |
| 大同市 灵丘县                                                                                |          | 隧道                              | 云彩岭隧道   | 云彩岭隧道          |      |
| 大同市 灵丘县                                                                                | 1021     | 停车场 · 加油设施 · 修车站 · 餐厅 | 灵丘服务区   | 灵丘服务区          |      |
| 大同市 灵丘县                                                                                | 1026     | 出入口                            | 灵丘         | 平型关大街 武灵大道 |      |
| 大同市 灵丘县                                                                                | 1047     | 出入口                            | 平型关       | 025县道 336国道     |      |
| 大同市 浑源县                                                                                | 1057     | 停车场 · 加油设施 · 修车站 · 餐厅 | 王庄堡服务区 | 王庄堡服务区        |      |
| 大同市 浑源县                                                                                | 1058     | 出入口                            | 汤头         | 336国道             |      |
| 大同市 浑源县                                                                                | 1062     | 枢纽                              | 王庄堡枢纽   | 灵河高速            |      |
| 大同市 浑源县                                                                                | 1066     | 隧道                              | 红岩隧道     | 红岩隧道            |      |
| 大同市 浑源县                                                                                | 1078     | 隧道                              | 抢风岭隧道   | 抢风岭隧道          |      |
| 大同市 浑源县                                                                                | 1087     | 隧道                              | 青瓷窑隧道   | 青瓷窑隧道          |      |
| 大同市 浑源县                                                                                | 1089     | 隧道                              | 恒山隧道     | 恒山隧道            |      |
| 大同市 浑源县                                                                                | 1097     | 停车场 · 加油设施 · 修车站 · 餐厅 | 浑源服务区   | 浑源服务区          |      |
| 大同市 浑源县                                                                                | 1100     | 枢纽                              | 浑源枢纽     | 天陵高速            |      |
| 朔州市 应县                                                                                  | 1146     | 出入口                            | 应县         | 205省道 Y015        |      |
| 朔州市 应县                                                                                  | 1147     | 停车场 · 加油设施 · 修车站 · 餐厅 | 应县服务区   | 应县服务区          |      |
| 朔州市 应县                                                                                  | 1160/540 | 枢纽                              | 大运枢纽     | 二广高速 山平高速   |      |
| 1.000 英里 = 1.609 千米；1.000 千米 = 0.621 英里 并行路段 • 已关闭／取消 • 限制进入 • 未开放 |          |                                   |              |                     |      |